# Vitiantur et vitiant
È viziato e vizia. Indica la capacità di un elemento viziato del contratto di incidere sulla validità del contratto in toto. Nell'istituto della successione mortis causa, questo aspetto viene valutato con minor rigore per poter mantenere per quanto possibile intatte le ultime irripetibili volontà del de cuius.